# 지요다촌 (사이타마현)
지요다촌(千代田村)은 사이타마현 기타사이타마군에 설치되었던 촌이다. 현재의 하뉴시에 해당한다.